# 1989 en Bretagne
 Chronologie de la Bretagne
- 1985
- 1986
- 1987
- 1988
- 1989
- 1990
- 1991
- 1992
- 1993

Cette page recense des événements qui se sont produits durant l'année 1989 en Bretagne.

## Société

### Naissance

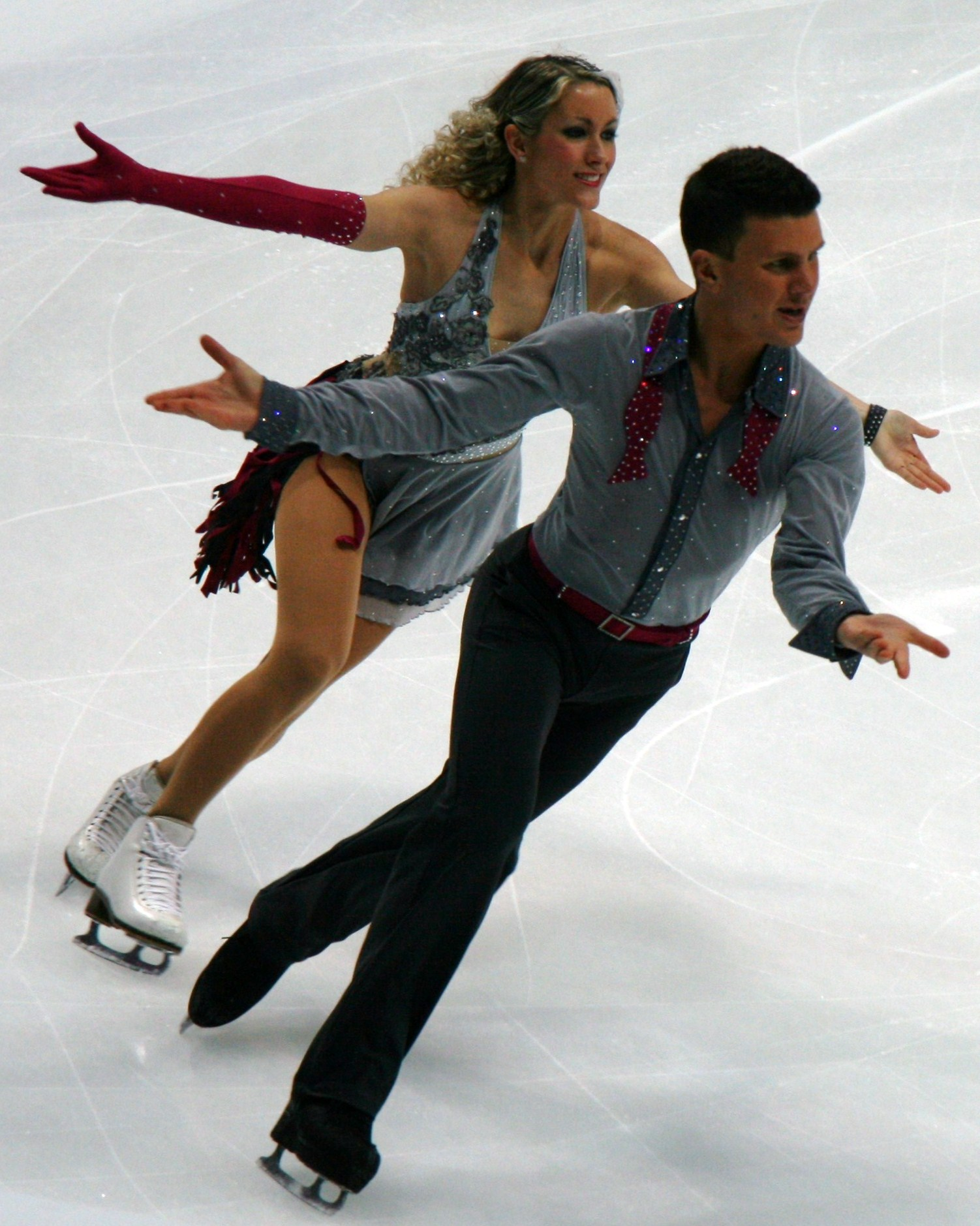
Charlene Guignard et Marco Fabbri

- 12 août à Brest : Charlène Guignard,  danseuse sur glace franco-italienne. Elle concourt pour l'Italie depuis 2013.